# Districte de Lezhë
El districte de Lezhë (en albanès, Rrethi i Lezhës) és un dels trenta-sis districtes que formen Albània i forma part del comtat de Lezhë. Té una població de 77.184 habitants (estimació del 2010) i una àrea de 479 km². Està situada al nord-oest d'Albània i la seva capital és Lezhë.
El port de Shëngjin, a la costa de l'Adriàtic, és un dels tres ports més grans del país.
El districte comprèn els municipis següents, que el 2007 tenien la població que s'indica entre parèntesis:
- Balldren i Ri (9.872)
- Blinisht (5.177)
- Dajç (7.053)
- Kallmet (6.607)
- Kolsh (6.259)
- Lezhë (24.994)
- Shëngjin (10.340)
- Shënkoll (13.523)
- Ungrej (3.154)
- Zejmen (8.752)